# Belmonte Calabro
Belmonte Calabro (IPA: /belˈmonte ˈkaːlabro/, conosciuta semplicemente come Belmonte, Bellimunti in dialetto belmontese) è un comune italiano di 1 686 abitanti della provincia di Cosenza in Calabria.
Il paese, situato nell'entroterra in posizione panoramica su una collina che domina un vasto tratto di mar Tirreno, venne fondato dagli Angioini nella seconda metà del Duecento. Il feudo fu governato dai Cossa, dai Di Tarsia, dai Ravaschieri, dai Pinelli ed infine dai Pignatelli. Nel 1619 venne creato il titolo di principe di Belmonte, soppresso solo dalla costituzione repubblicana del 1948.

## Geografia fisica

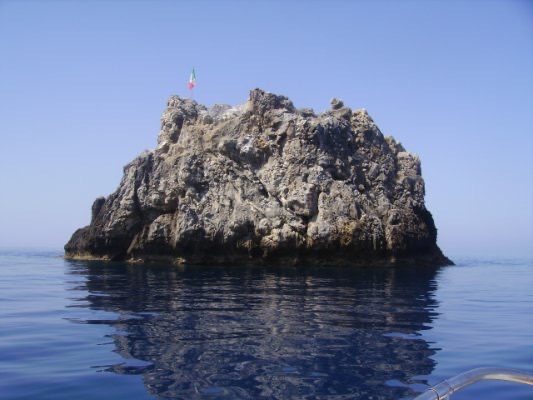
Lo scoglio di Isca Grande, nel mare antistante Belmonte.

### Territorio
Secondo la "Carta Geologica d'Italia" del Servizio Geologico d'Italia il territorio belmontese è in gran parte classificato come zona scf ("scisti lucenti"), mentre una parte consistente (il centro storico e le località di Bastia, Campo, Vadi, il corso del fiume Verre) è classificata come suolo a tipologia m2a ("arenarie con denti di squalo e bacchette di echini"), segno dell'antica presenza del mare anche a quote piuttosto elevate. La località Annunziata, il cimitero e le loro immediate vicinanze si trovano su un banco isolato di serpentino (s), chiamato localmente "marmo verde di Belmonte Calabro". Infine, la Marina di Belmonte e tutta la fascia della pianura costiera è una zona alluvionale (a).

#### Idrografia
Il corso d'acqua più importante del territorio belmontese è il Verre (fiume)|fiume Verre, chiamato anche "fiume di Belmonte": esso scaturisce da diversi corsi d'acqua alle pendici di Monte Cocuzzo, presso la località significativamente chiamata Capo di Fiume (725 m s.l.m.) e scorre in un suggestivo scenario di piccoli "canyon" e di antichi mulini ad acqua abbandonati fino alla località Acquicella, presso la quale sfocia nel mar Tirreno. Nell'ultimo tratto segna il confine meridionale del comune di Belmonte con Amantea.
Altri corsi d'acqua a carattere torrentizio che bagnano il territorio belmontese sono il torrente Santa Croce, corso d'acqua che delimita il confine settentrionale tra Longobardi e Belmonte, di lunghezza relativamente considerevole, che si origina dalle falde di Monte Cocuzzo ed è sottopassato dalla Strada statale 18 Tirrena Inferiore con una galleria subalvea; il torrente Santa Barbara, corso d'acqua che si origina da sorgenti situate presso la località omonima e Campo di Mare ed è sottopassato dalla Strada statale 18 Tirrena Inferiore con un'altra galleria subalvea; il torrente San Martino, corso d'acqua che si origina presso la località Piane e arriva al mare sovrappassando la Strada statale 18 Tirrena Inferiore che passa attraverso una galleria subalvea; il torrente Cozzino, corso d'acqua che si origina presso la località Petrone (500 m s.l.m.) e scorre verso il mar Tirreno scavando profondi "canyon"; il torrente Peopaio, corso d'acqua che si origina da due vene d'acqua presso il Cozzo Varallo, e nel suo corso scava profondi canyon nel suolo di arenaria; il torrente dell'Acqua della Chiesa, che solca l'omonimo vallone ed affluisce nel fiume Verre presso la località Palombelli.

#### Orografia
Nonostante il comune di Belmonte si estenda fino alle pendici di Monte Cocuzzo (1541 m s.l.m.), la cima dello stesso ricade tra i comuni di Mendicino e Longobardi segnando, nella parte inferiore, anche il confine con il comune di Fiumefreddo Bruzio.
L'altitudine massima raggiunta pertanto in territorio belmontese è quindi quella del Cozzo Serralto (1129 m s.l.m.). Un'altra montagna che supera i 1 000 metri di altezza è la Pietra del Corvo (1038 m s.l.m.), che assieme al Cozzo Pescato (974 m s.l.m.) ed al Cozzo Burrara (921 m s.l.m.) segna il confine con il comune di Lago.
Gran parte del territorio rimanente è caratterizzato da una notevole asperità del terreno: se la località più elevata, Campo, si trova a 623 m s.l.m., la località più bassa, Marina di Belmonte, è a 5 m s.l.m.: in posizione intermedia si trovano la Sellina (una caratteristica alture "a due gobbe", delle quali una misura 566 m s.l.m. e l'altra 525), Palombelli e Cava (514 m s.l.m.), Vadi (463 m s.l.m.), Salice (460 m s.l.m.) e la dirimpettaia Spineto (444 m s.l.m.), Buda (411 m s.l.m.), Santa Barbara (400 m s.l.m., anche se il centro abitato è dislocato su più livelli, dai 298 m s.l.m. della Motta Vacanti ai 493 di San Pietro), Annunziata (397 m s.l.m.), Viglia (181 m s.l.m.), Bastia (146 m s.l.m.), Campo di Mare (75 m s.l.m.), Cuoco e Regastili (80 m s.l.m.), Acquicella (38 m s.l.m. in comune di Belmonte, 52 in comune di Amantea). La chiesa dell'Immacolata Concezione al centro storico è situata a circa 300 m s.l.m., la località Serra a 299 m s.l.m.: lo stadio comunale in località Oliveto, lungo il fiume Verre, è invece a 107 m s.l.m.. Il Vallone della Porta, infine, è a 1400 m s.l.m..

## Origini del nome
Il toponimo Belmonte deriva secondo l'ipotesi più accreditata dal nome del maresciallo del Regno di Napoli Drogone di Beaumont che nel 1270 fondò il castello. Altre fonti invece lo farebbero derivare dal sito su cui sorge l'abitato, appunto un "monte", "bello" per via della posizione dominante sia sul mar Tirreno che sulla vallata del fiume Verre.
L'attributo Calabro venne aggiunto prima con delibera del Consiglio comunale del 1º novembre 1862 e successivamente con Regio Decreto 4 gennaio 1863, per la necessità di distinguere il paese da altre località italiane omonime, quali Belmonte Castello (FR), Belmonte del Sannio (IS), Belmonte in Sabina (RI), Belmonte Mezzagno (PA), Belmonte Piceno (AP).

## Storia

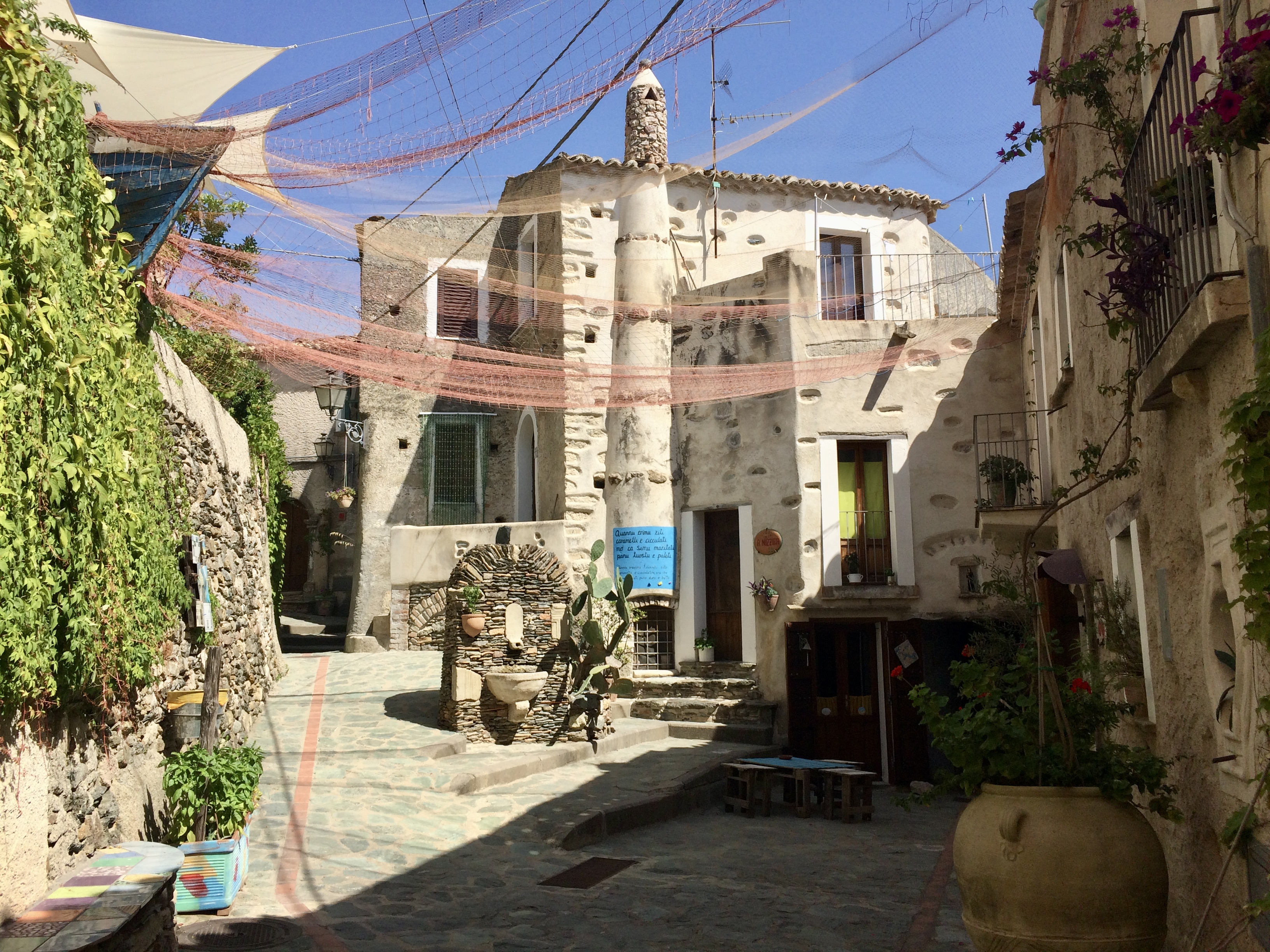
Uno scorcio di Via Cavour, nel quartiere u Diestru, (agosto 2017).

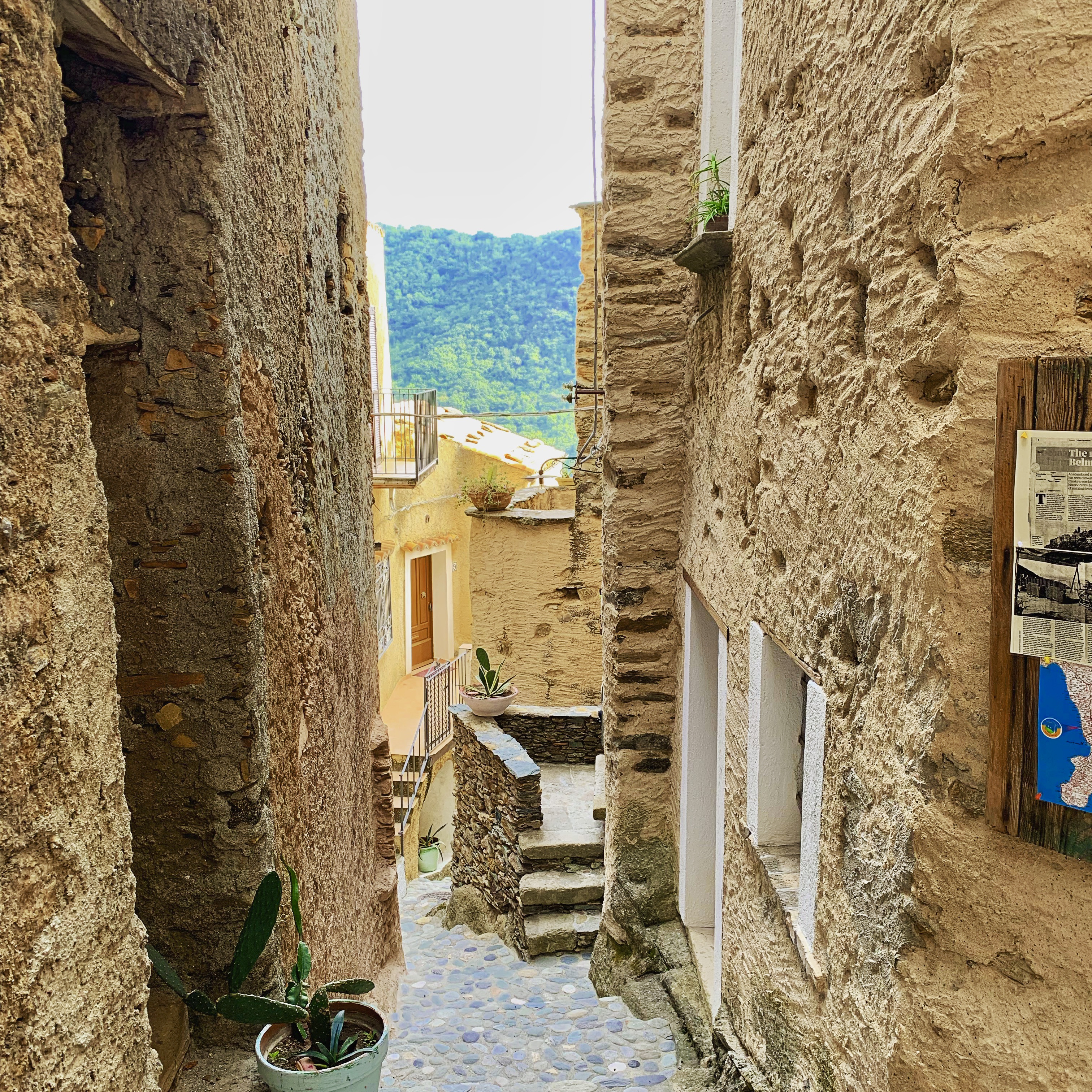
Uno scorcio di Vico Terzo Indipendenza (quartiere u Diestru).

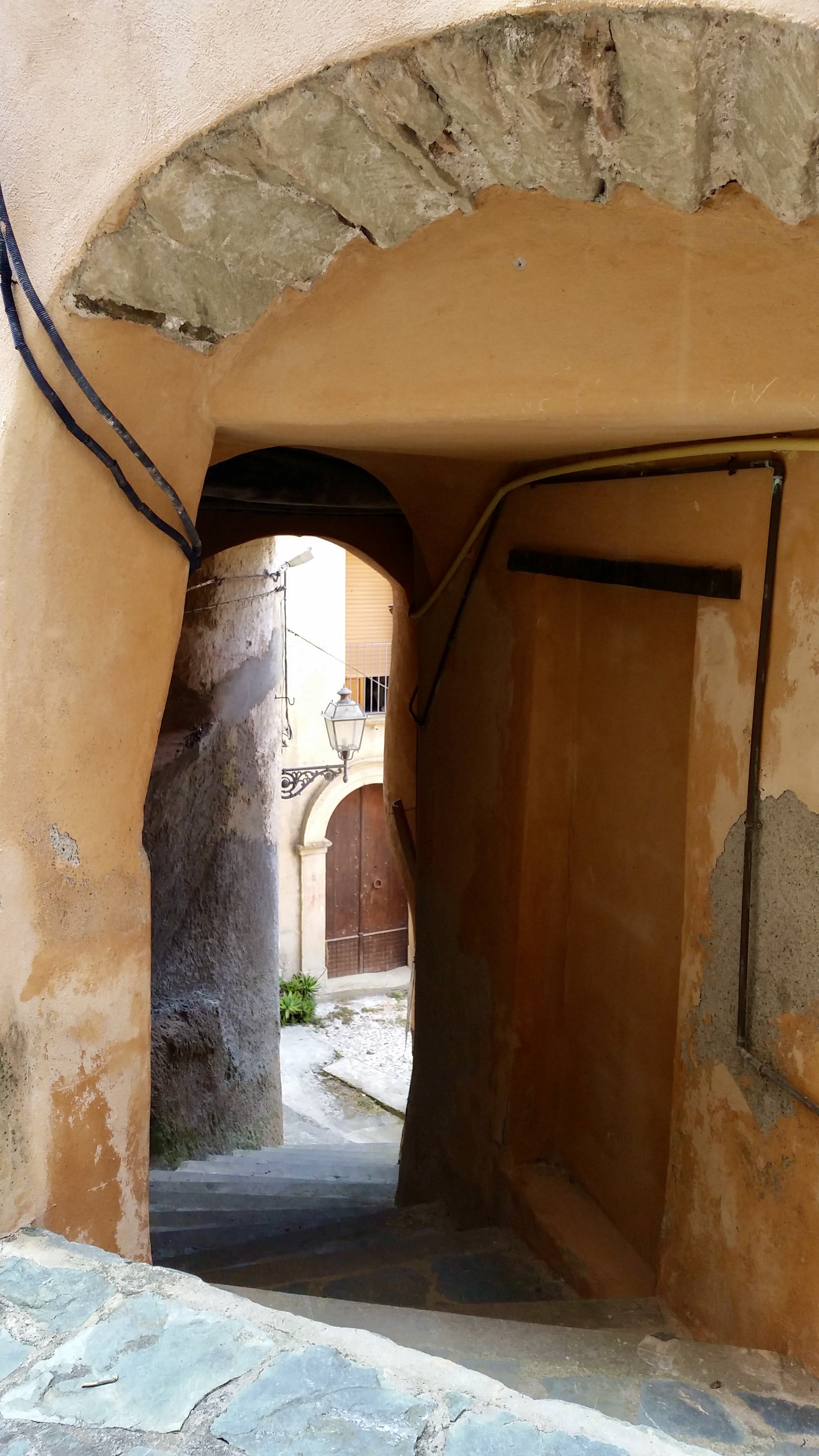
Uno scorcio del centro storico (quartiere u Mancu).

### Età antica
Il sito dell'attuale abitato di Belmonte non fu in età antica, stando ai resti pervenuti ai giorni nostri, sede di alcun abitato pre-romano o romano. Tuttavia, nel vasto territorio belmontese sono state attestate presenze antiche, anche collegate a stabilimenti di coloni Greci nella zona. Il territorio belmontese era incluso all'epoca della colonizzazione greca e poi in età romana nel territorio della città di Clampetia, identificata o nel territorio di Fiumefreddo Bruzio o, secondo l'ipotesi più diffusa, nel territorio di Amantea.
In località Cuoco è stato attestato sorgesse in età pre-romana e poi romana un piccolo villaggio, stazione di posta sulla via Traianea. Presso quest'area è venuta alla luce negli ultimi anni del XX secolo una necropoli risalente all'incirca al II secolo a.C. Il reperto più interessante è rappresentato da un'anfora d'argilla alta 1.05 metri, conservata presso il Museo archeologico nazionale della Sibaritide a Sibari, in comune di Cassano all'Ionio, contenente lo scheletro di un bambino di diciotto mesi inumato secondo il rituale funerario punico dell'enkytrismos, introdotto dunque attraverso legami commerciali con Cartagine. Questi legami con altre zone del mar Mediterraneo sono anche testimoniati dai ripostigli di Belmonte Calabro, vasi di terracotta rinvenuti in località Serra nel 1935 contenenti in tutto ventitré monete provenienti dalle zecche di Locri, Crotone e Cartagine risalenti grosso modo all'età della seconda guerra punica.
In località Regastili, poco lontano dalla località Cuoco, sorgeva secondo alcune ipotesi un tempietto pagano o un'antica officina. Il toponimo Regastili infatti deriverebbe o dal greco antico εργαστηριον ("ergasterion", "officina, fabbrica") o dalla corruzione del greco antico δεκα στιλους ("dieci colonne"), nomi che farebbero pensare comunque ad una costruzione antica presente nel sito, di cui non si è trovata traccia.
La località Annunziata è anche denominata Greci, il che sarebbe giustificabile con la presenza di un antico tempio dedicato alla dea Venere, su cui sarebbe sorta con l'avvento del Cristianesimo l'attuale Chiesa dell'Annunziata, che sarebbe uno dei primi luoghi di culto cristiani della zona.

### Medioevo
Dopo la caduta dell'Impero romano d'Occidente, nell'846 i Saraceni conquistarono la città bizantina di Nepetia, collocata nel sito dell'attuale Amantea e il cui territorio comprendeva anche quello di Belmonte, e ne rimasero padroni dopo aver creato un Emirato fino all'885 quando i Bizantini al comando di Niceforo Foca il vecchio riconquistarono la città.
I primi abitati attestati nel territorio belmontese in età medioevale sono i casali di Santa Barbara, corrispondente con molta probabilità all'attuale frazione omonima, e Tinga, corrispondente probabilmente alle località attuali di Annunziata e Serra. Nel casale di Santa Barbara c'erano due chiese, Santa Barbara e San Pietro, menzionate per la prima volta nel 1097, quando il duca di Puglia e Calabria Ruggero Borsa concesse queste chiese in beneficio all'abbazia benedettina della SS. Trinità di Mileto. In seguito nel giugno 1202 Riccardo vescovo di Tropea concesse le stesse chiese all'abbazia florense di Fontelaurato di Fiumefreddo.
Durante il tentativo di Corradino di Svevia di conquistare il regno di Napoli, la città fortificata di Amantea, poiché si era ribellata agli Angioini, venne assediata e conquistata da questi ultimi nel 1269. Per mantenere sotto controllo la città irrequieta, Carlo I d'Angiò ordinò al maresciallo Drogone de Beaumont di costruire un castello di proprietà demaniale in territorio amanteano. Nacque così, tra il 1270 ed il 1271, Belmonte.
Dall'inizio del XIV secolo il castello di Belmonte vene infeudato ad alcuni esponenti della nobiltà napoletana. Tra il 1305 ed il 1338 fu sottoposto alla famiglia Mastroiodice o Mastrogiudice, tra il 1338 ed il 1367 ai Cossa o Salvacossa, dal 1367 al 1443 alla famiglia Sacchi. Negli stessi periodi, i casali di Santa Barbara e Tinga avevano una loro successione feudale, fino a che non scomparvero e vennero unificati anche loro nel territorio di Belmonte.
Un diploma della regina di Napoli Giovanna I di Napoli risalente al 1345 delimitò il territorio di Belmonte separandolo da quello di Amantea, sancendo de iure l'autonomia del primo paese dalla città costiera.

### Età moderna

#### La signoria dei Di Tarsia (1443-1578)
La famiglia Di Tarsia entrò in possesso del castello e dei suoi casali nel 1443 e lo mantenne fino al 1578 tra alterne vicende.
Il 15 luglio 1562 viene posata la prima pietra del convento dei Padri Carmelitani, su un terreno donato appositamente dal barone Tiberio Di Tarsia e da sua moglie Ippolita Carafa.
La signoria dei Di Tarsia si interrompe momentaneamente quando Tiberio Di Tarsia vende il feudo a Camillo Sersale per la somma di 15.000 ducati, con diritto di retrovendita dopo dieci anni. Nel 1570 Tiberio morì a Napoli senza eredi legittimi, e lasciò i suoi beni al nipote Cola Francesco Di Tarsia, che aveva dei precedenti con la giustizia spagnola. Il Demanio nel frattempo requisì Belmonte e gli altri feudi ai Di Tarsia, in forza del testamento di Galeazzo Di Tarsia che sanciva, in assenza di figli maschi di Tiberio, che i suoi beni sarebbero stati donati alla Corona.
Nell'agosto 1974 iniziarono i lavori di costruzione del nuovo -ed attuale- Municipio: per realizzare l'edificio, venne fatta saltare l'antica "praca" -l'ingresso- del Castello, simile a quella conservata davanti al Castello della Valle di Fiumefreddo Bruzio.

### Simboli
Lo stemma è così descritto dallo Statuto Comunale:
(Statuto Comunale di Belmonte Calabro.)

## Monumenti e luoghi d'interesse

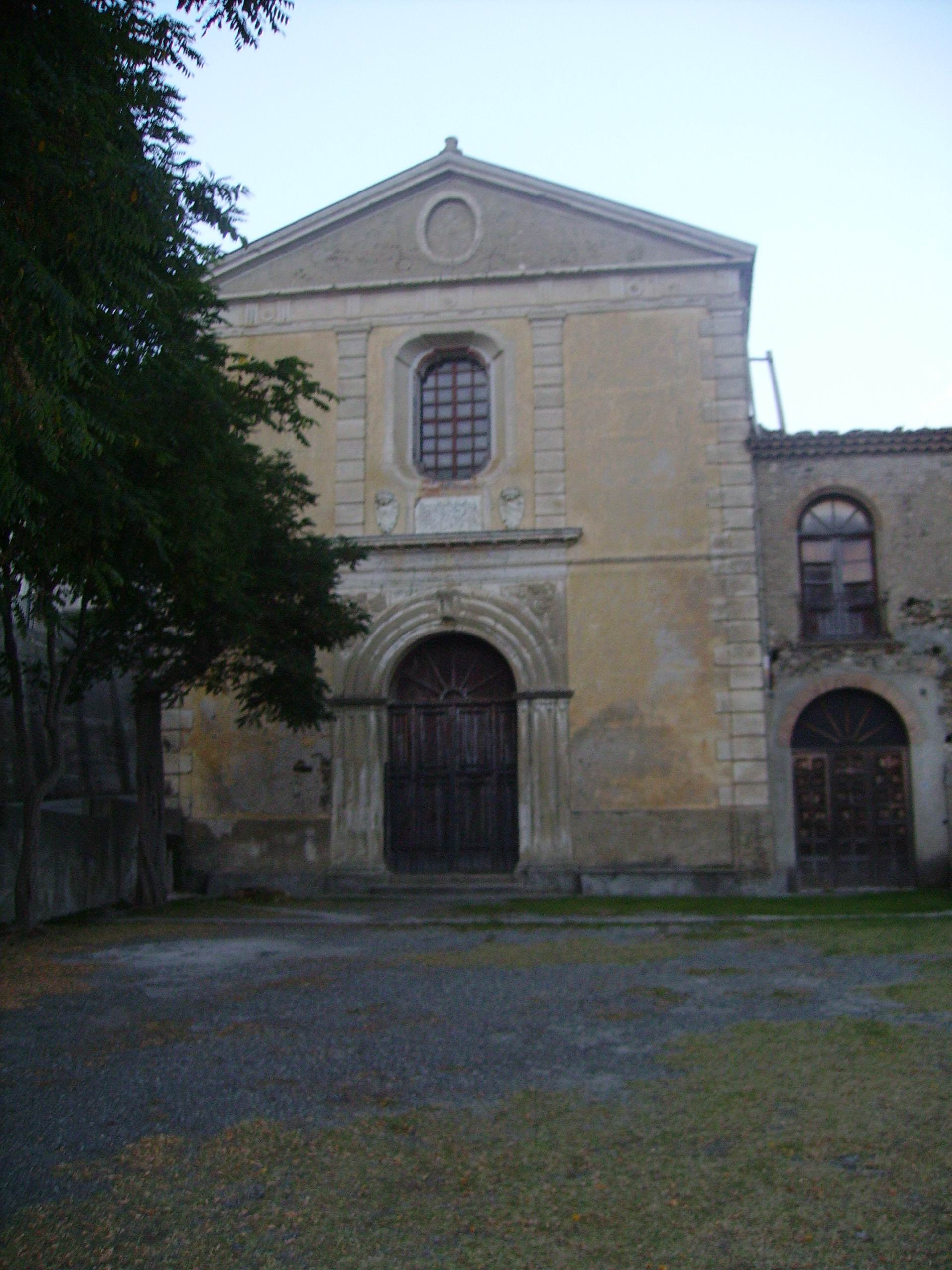
La chiesa della Madonna del Carmine, compatrona del paese.

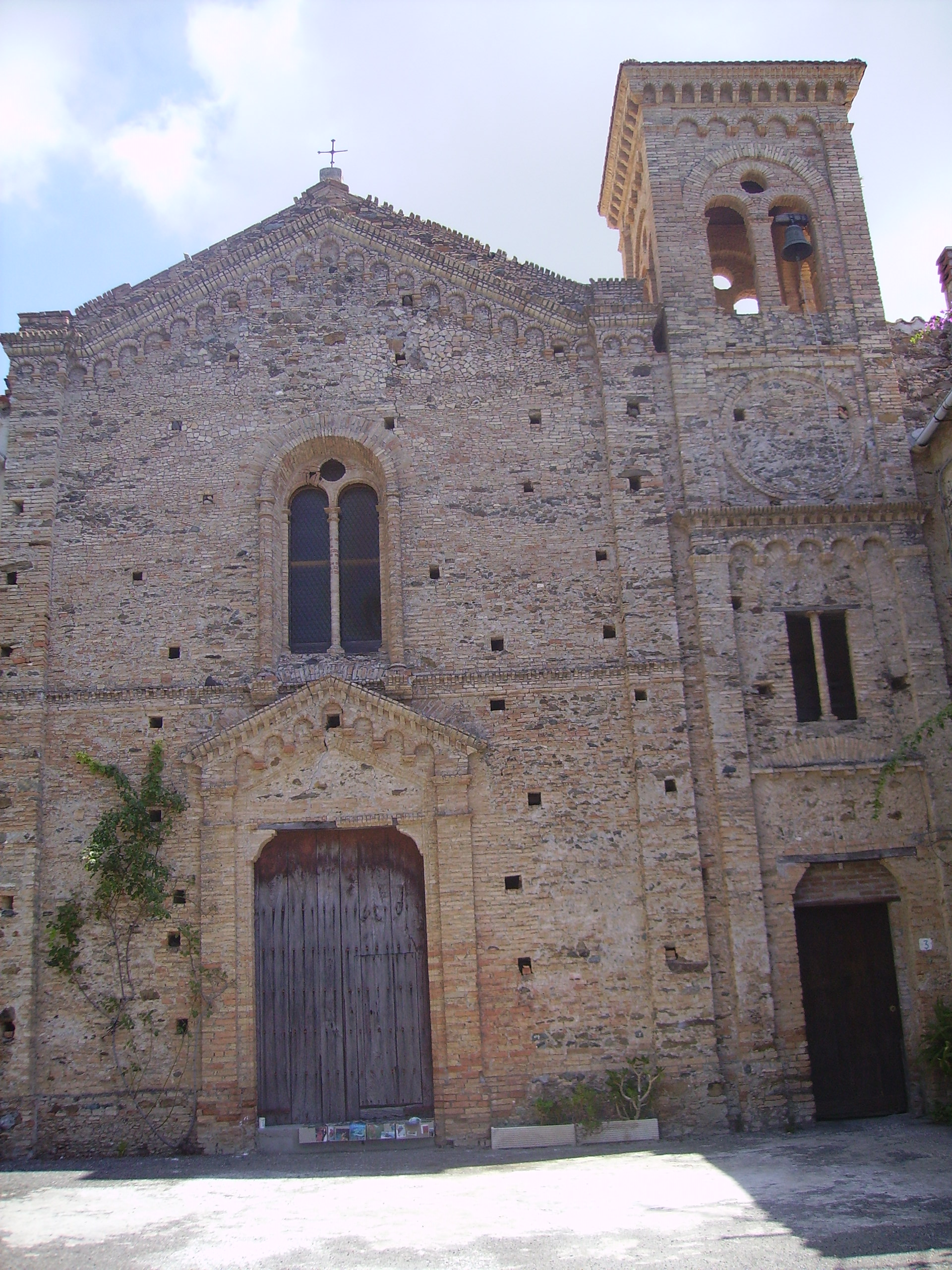
La chiesa dei Cappuccini.

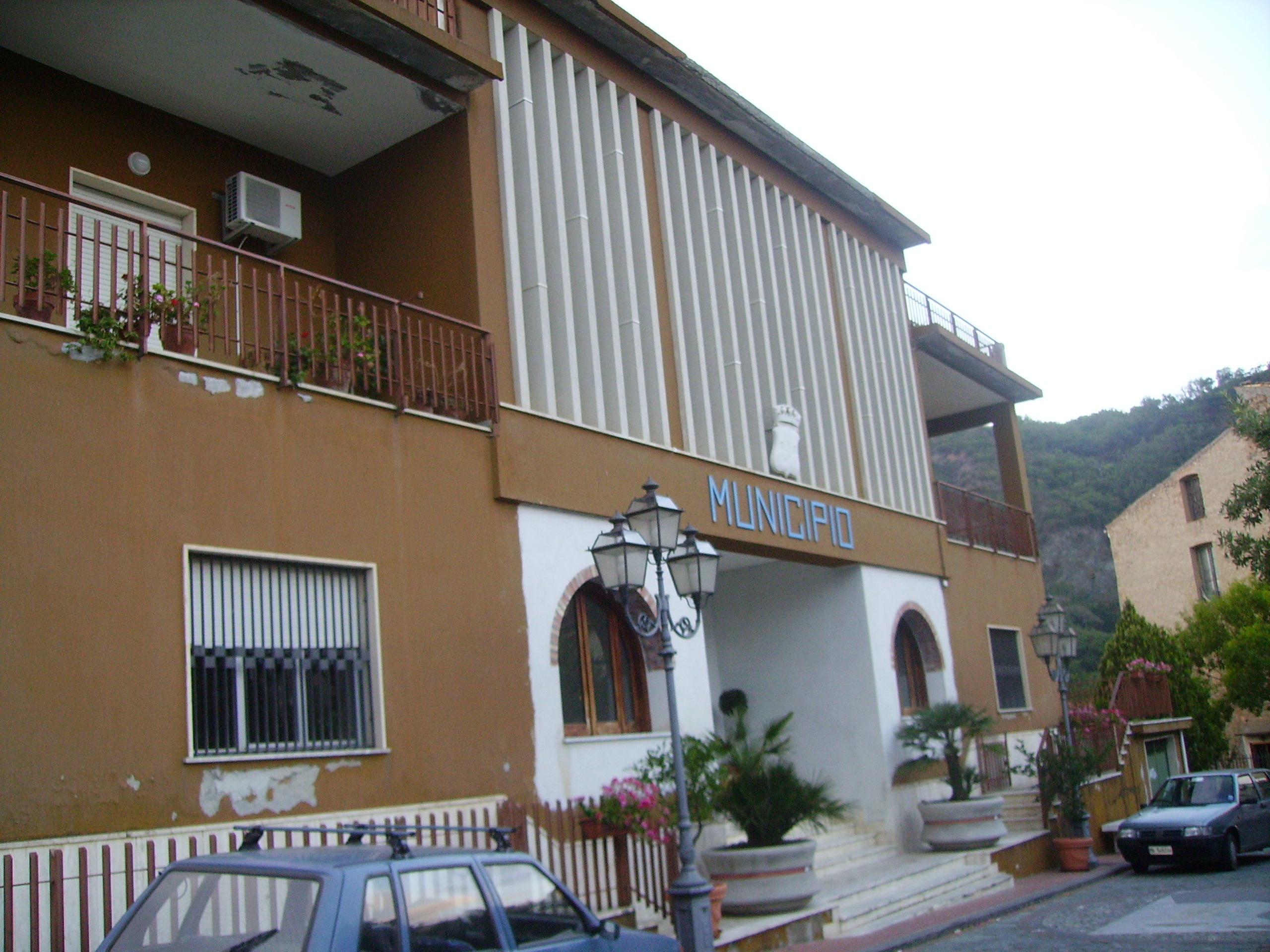
Il moderno Municipio in via Michele Bianchi.

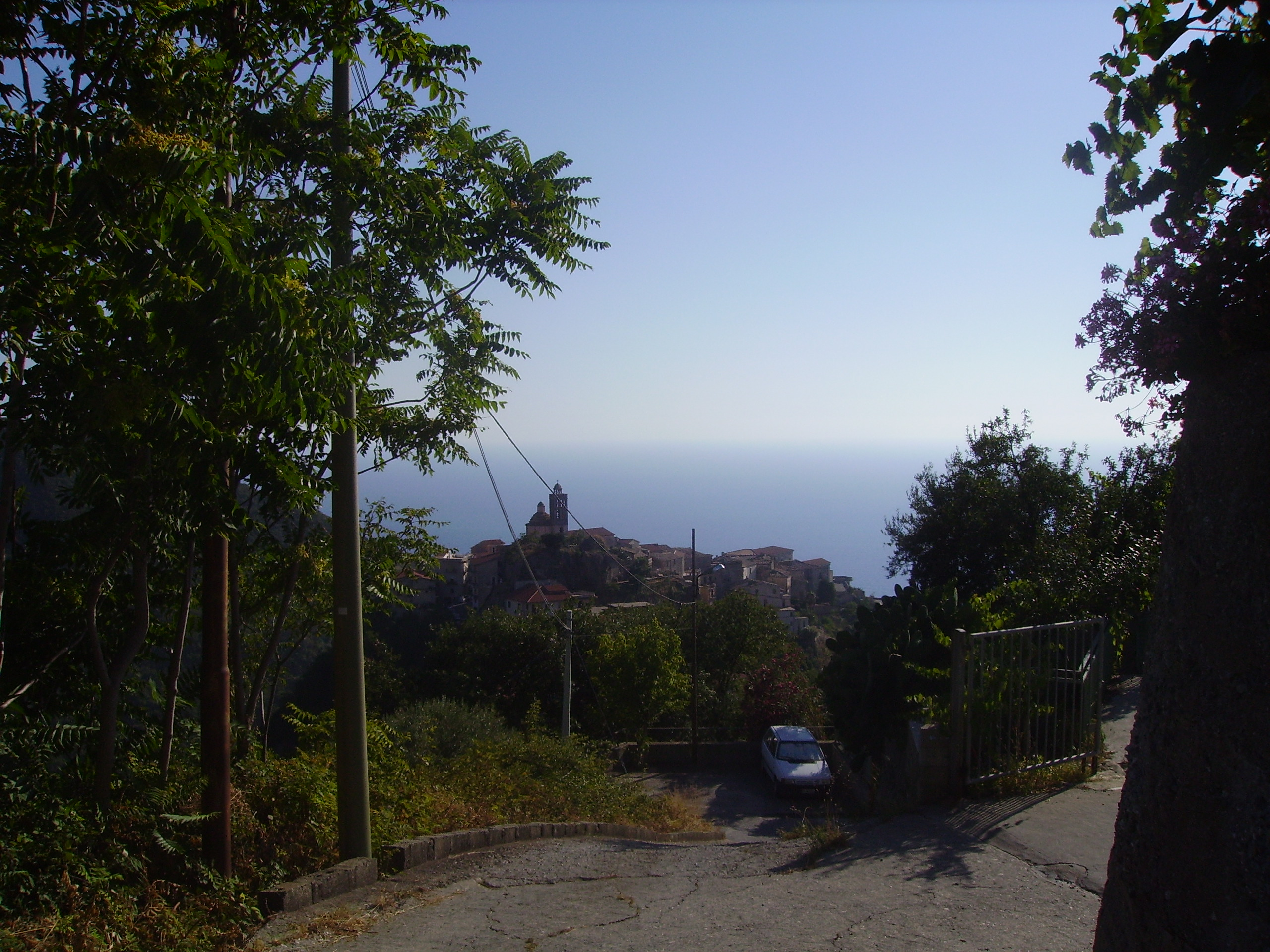
Uno scorcio del centro storico dalla località Calella.

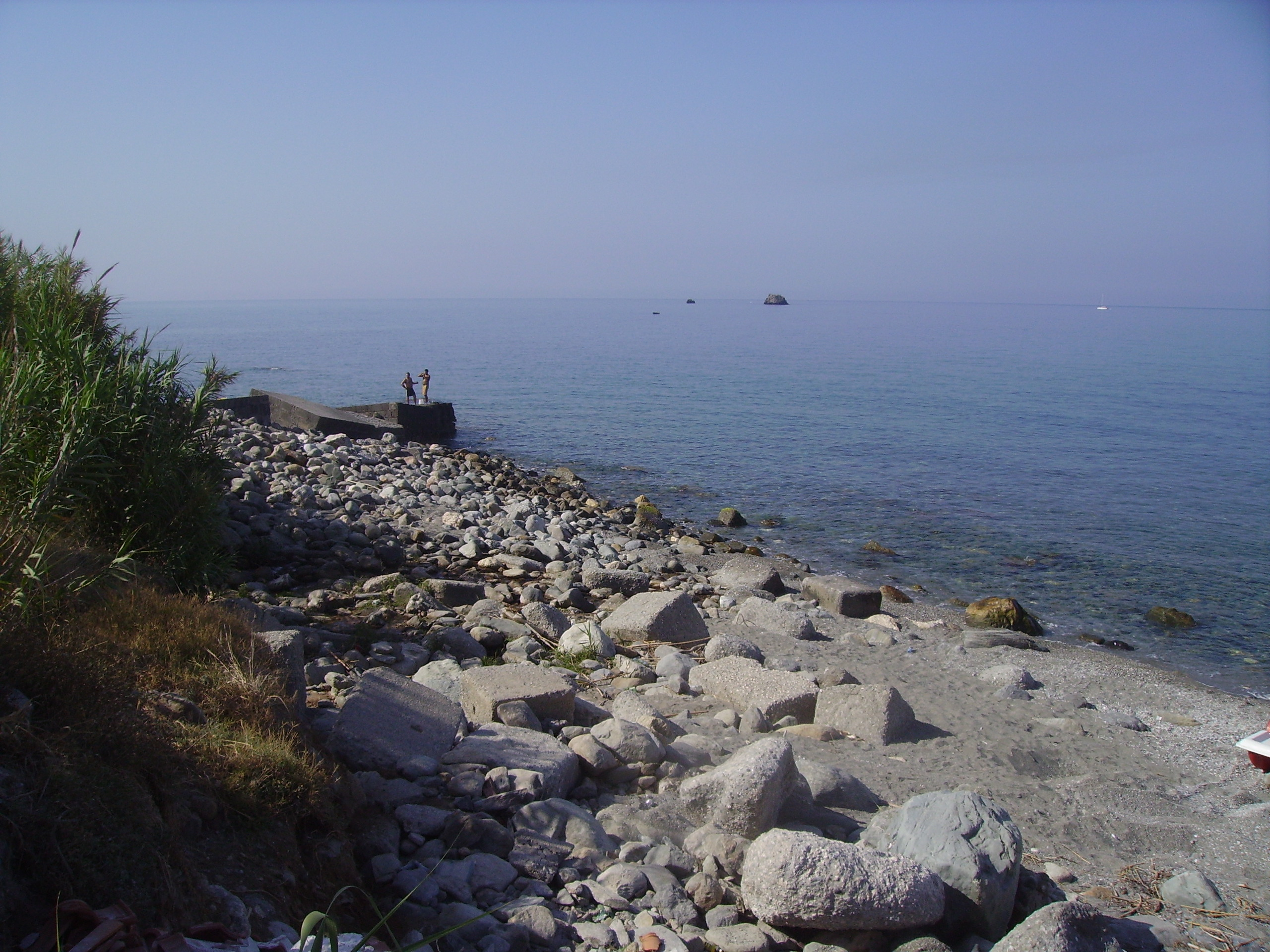
La foce del fiume Verre e, in lontananza, gli scogli di Isca.

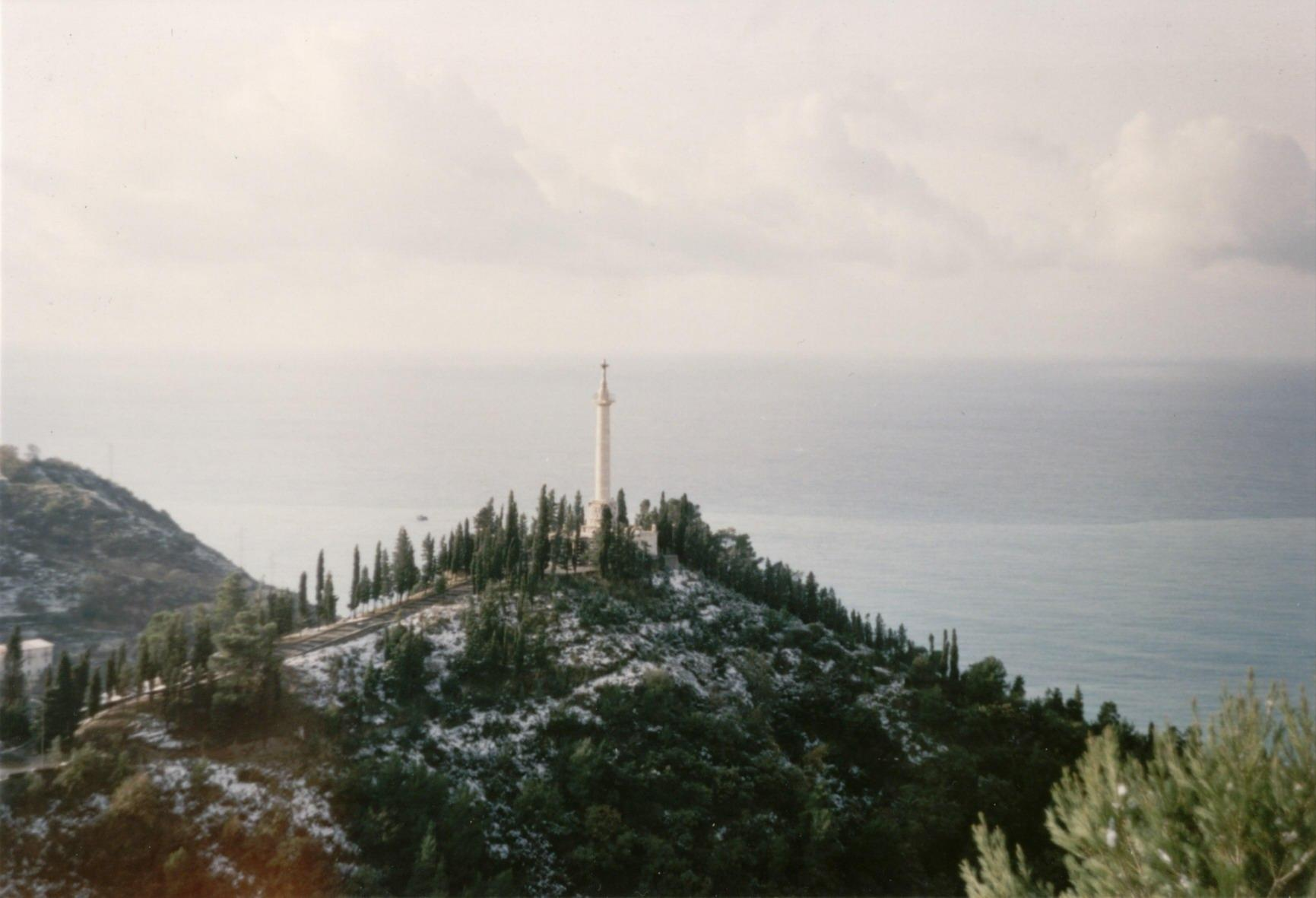
Il monumento a Michele Bianchi.

### Architetture religiose
- Collegiata di Santa Maria Assunta, edificata nei locali dell'antica Curia a partire dal 1585 per volere del conte Carlo Ravaschieri, nel 1759 fu elevata a Collegiata. L'attuale aspetto, dovuto ai lavori di rifacimento del XVIII secolo, è stato in parte modificato dopo il terremoto del 1908, nel quale crollò parte dell'alto campanile successivamente ricostruito.
- Chiesa dell'Immacolata Concezione. Edificata nel 1622 poco fuori dall'abitato per devozione della Comunità di Belmonte, all'interno si trovano resti di affreschi di scuola napoletana del Settecento in pessimo stato di conservazione. Tra il 2008 ed il 2012 la chiesa è stata sottoposta a restauri e consolidamento strutturale.[16]
- Chiesa ed ex-convento della Madonna del Carmine. Fondato dai padri Carmelitani nel 1562, la chiesa fu ricostruita per volontà del conte Torino Ravaschieri nel 1583. Vi sono stati sepolti molti dei principi di Belmonte. Il convento fu chiuso durante il regno di Gioacchino Murat nel 1807.
- Chiesa ed ex-convento dei Cappuccini. Fondato dai padri Cappuccini nel 1608 per volere di Anna Caracciolo-Ravaschieri Fieschi sul luogo di una cava di marmo detta "Strugnile", la chiesa fu intitolata a san Giuseppe nel 1611. Il convento fu chiuso durante le soppressioni murattiane del 1807. Presso la chiesa si festeggia anche sant'Antonio da Padova.
- Chiesa dell'Annunziata o di Santa Maria dei Greci. Sorge nell'omonima località, probabilmente su un antico tempio pagano dedicato ad Afrodite. Nella chiesa è conservato un sarcofago raffigurante san Giorgio nell'atto di uccidere il drago, che sarebbe la prima testimonianza della penetrazione del cristianesimo in questo territorio. La vecchia chiesa crollò nel 1434, perciò venne ricostruita nel 1490 per volontà dell'arcivescovo di Cosenza Carlo Domenico Del Carretto. I lavori terminarono solo nel 1523.
- Chiesa del Purgatorio. Sorta contemporaneamente al castello (1270) come chiesa del borgo, la piccola chiesetta di Santa Maria o del Purgatorio svolse le funzioni di chiesa parrocchiale di Belmonte fino al 1585. Nel 1506 fu in questa chiesa che si sposarono Vincenzo Di Tarsia, signore di Belmonte, e Caterina Del Persico, genitori del barone poeta Galeazzo di Tarsia. Vi era la sede della Confraternita del SS. Rosario, attiva fino a pochi decenni fa.
- Chiesa di san Pasquale Baylon. Fu costruita nel 1908 alla Marina di Belmonte dalla famiglia Del Giudice. Vi si celebra anche il culto di santa Rosa.[17]
- Chiesa di Santa Barbara.
- Chiesa dei Vadi. Intitolata alla Santa Croce, fu edificata nell'omonima frazione dalla famiglia Mazzotti all'inizio del Novecento.[18]

### Architetture civili
- Palazzo Pignatelli. Residenza ufficiale della famiglia Pignatelli nel feudo, fu fatto costruire all'inizio del Seicento dal principe Antonio Pignatelli lungo la principale arteria del centro storico, l'attuale via IV Novembre. Sono pregevoli gli affreschi del salone, opera del pittore settecentesco Baldassare Buontempo. Le terrazze rivolte a settentrione sono state in seguito murate. Dopo l'assedio di Belmonte del 1806 il palazzo fu quartier generale del comando militare francese.
- Palazzo del Rivellino
- Palazzo Ravaschieri della Torre. Edificato tra il 1639 ed il 1640 dal principe Orazio Giovan Battista Ravaschieri dopo le distruzioni provocate dal terremoto del 1638, divenne la residenza ufficiale dei Ravaschieri nel feudo. Nel 1798 fu acquistato dalla famiglia Del Giudice, e fu teatro di alcuni dei macabri avvenimenti legati all'assedio di Belmonte del 1806. Si trova in splendida posizione panoramica sul colle di Bastia e sul mare.
- Palazzo Barone-Del Giudice-Vita. Costruito nel Settecento come residenza della famiglia Barone, divenne in seguito la residenza della famiglia Del Giudice, che lo ampliarono e ristrutturarono.

Nel centro storico ci sono poi almeno nove abitazioni appartenenti o appartenute a storiche famiglie baronali belmontesi dotate di feritoie: esse sono Casa Guercio, Casa Bassareo, Casa Osséo, Casa Cuvelli, Casa Giuliani, Casa Aloisio, Casa Barone e Casa Bossio.
Il moderno palazzo del Municipio è stato costruito alla metà degli anni Settanta nel sito dell'antica "praca" (rivellino) del Castello.

### Architetture militari
Belmonte nasce essenzialmente da un complesso fortificato, rappresentato dal Castello di Belmonte|Castello, di fondazione angioina, e dalla successiva espansione della cerchia muraria. Il sistema fortificato del paese era composto da:
- Castello di Belmonte Calabro; edificato nel 1271 circa, rappresentò l'impulso alla nascita del paese. Di dimensioni considerevoli e situato in un luogo molto strategico, venne danneggiato da vari sismi e dall'assedio francese del 1806. A partire dagli anni 2000, tra i resti è stato aperto un centro culturale, oltre alla Biblioteca Comunale ed al Museo della Civiltà Contadina.
- Mura di cinta; edificate dopo il XIII secolo in seguito all'espansione dell'abitato sul colle, ne restano alcuni spezzoni. Alcuni tratti non presentavano cerchia muraria, ma solo le pareti delle case: ogni casa eleggeva, in caso d'emergenza, un capitano a guerra che aveva il compito di coordinare la difesa di quel tratto della cerchia. Nel perimetro murato c'erano almeno cinque torrioni, sia rivolti verso la valle del fiume Verre sia verso il Vallone della Porta. Uno, il torrione riadibito successivamente a belvedere antistante Palazzo Ravaschieri della Torre, è chiamato  'A Turra, a causa del fatto che è la torre più in vista del paese, che caratterizza l'immagine del paese stesso visto dalla Marina di Belmonte. Un tratto della cerchia era anche, ed è ancora, chiamato  'u Muraglio, ed è collocato nell'area dell'abitato denominata  'u Diestru. Quattro erano le porte che davano accesso al paese:
- Porta di Mare; accesso del paese dal mare, era situata sull'antico tracciato stradale che saliva lungo il colle della torre di Bastia e la località Paganelli.
- Porta del Vallone; murata e ridotta a sostruzione dei giardini del palazzo Barone-Del Giudice, durante alcuni lavori negli anni settanta vi venne rinvenuta praticamente un'intera armeria risalente all'epoca dell'assedio di Belmonte del 1806.
- Porta di Terra; rasa al suolo con l'espansione orro-novecentesca del paese, dava accesso agli antichi sentieri per i conventi suburbani e per le frazioni montane, oltre che per il fontanile pubblico situato presso la chiesa dell'Immacolata Concezione.

Una piccola posterla verso la vallata si apriva presso  'u Muragliu nell'area de  'u Diestru.
Le torri costiere venne istituite in Calabria, come in altri luoghi, per la necessità di difendere le coste e i loro abitanti dalle frequenti incursioni e da attacchi militari soprattutto da parte dei Saraceni. Il viceré spagnolo del regno di Napoli don Pedro de Toledo nel 1550 inviò il marchese Fabrizio Pignatelli sulle coste calabresi con il compito di far costruire torri difensive sulla costa, a distanza uguale e visibili l'una con l'altra. A quest'epoca all'incirca risalgono le due torri costiere presenti nel territorio belmontese: 
- Torre di Bastia; anche detta torre di Barbarise, sorgeva sul colle Bastia poco distante dal centro storico. Alta tra i quindici ed i venti metri, di forma rotonda, venne rasa al suolo nel 1931 per la costruzione del monumento a Michele Bianchi. (Vedi Torre di Bastia)
- Torre di Verri; deve il suo nome ala corruzione del toponimo del fiume Verre, che scorre proprio sotto l'altura su cui sorge la torre, ai confini con il territorio di Amantea.

Anche il Palazzo del Rivellino della Marina di Belmonte nacque come torre costiera edificata nel 1576 ed in seguito tramutata in edificio residenziale e commerciale.

### Altre architetture monumentali

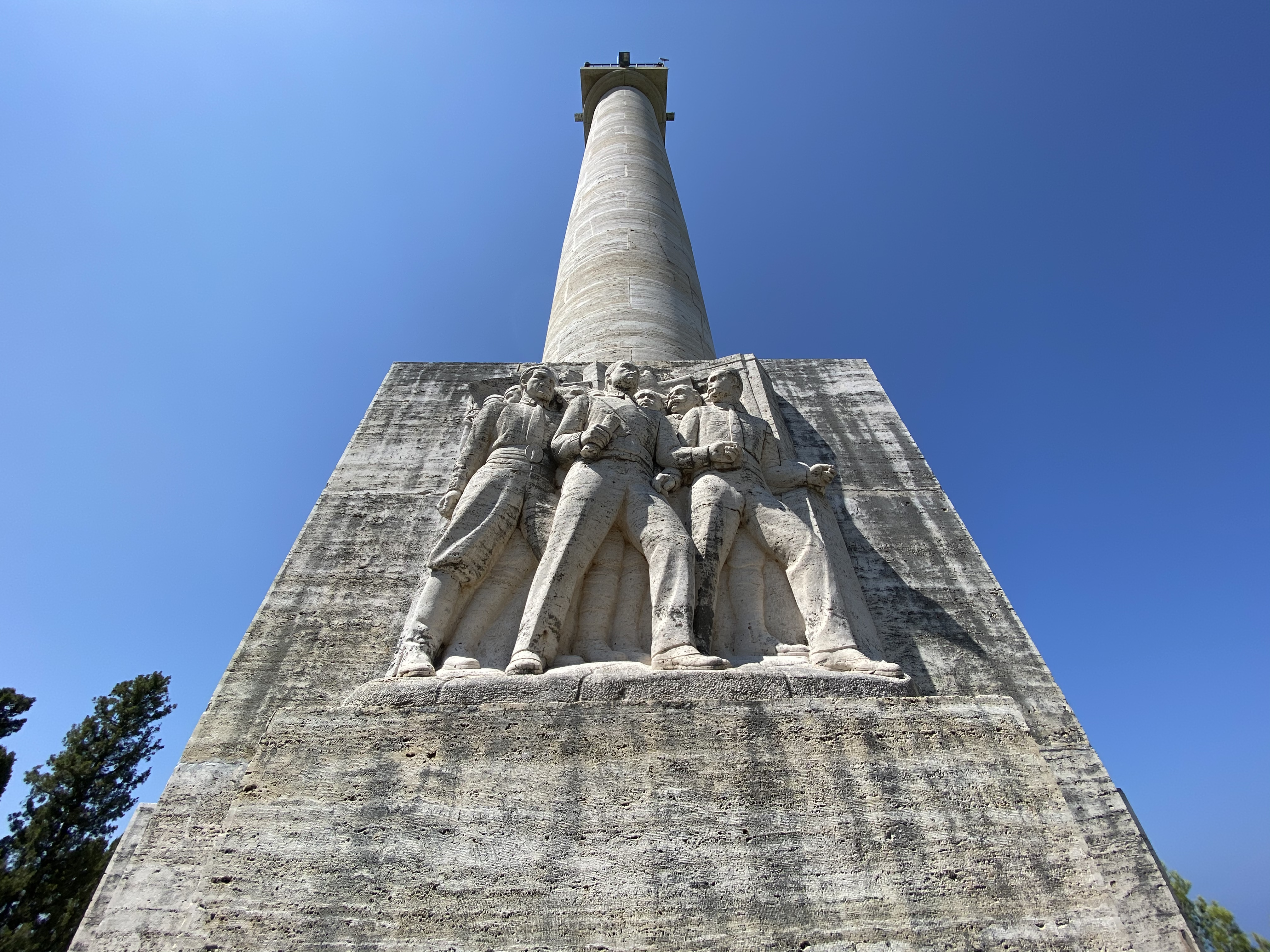
Una veduta del monumento a Michele Bianchi (agosto 2020).

- Monumento a Michele Bianchi; edificato tra il 1930 ed il 1932 come sepoltura del quadrumviro e gerarca fascista Michele Bianchi, nativo di Belmonte. Il monumento consiste in un'alta colonna rivestita di travertino, ispirata alla Colonna Traiana e sormontata da una particolarissima croce di ferro a quattro bracci orizzontali e visibile nella sua forma da tutte le direzioni. All'interno dell'intero fusto corre una scala a chiocciola che arriva fino alla balconata superiore, al centro della quale è posta la suddetta croce che in origine, quando ancora illuminata, serviva come faro. È l'unico mausoleo dedicato ad un gerarca fascista.
- Monumento ai Caduti.
- Monumento a Padre Giacinto da Belmonte.
- Calvario.

### Aree naturali
- "Parco Marino Regionale Scogli di Isca: nell'area protetta si svolgono visite guidate con barca a fondo trasparente;"
- "Fiume Veri o Verre: corso fluviale a carattere torrentizio in cui c'è la possibilità di ammirare tramite la pratica dell'acquawalking, le gole del gambero ed una cascata alta circa 6 metri;"
- "Castagno Abbracciatutti: esemplare secolare di Castanea sativa, con circonferenza di circa 6,5 metri ed età di circa 700 anni;"
- "Monte Cocuzzo: con i suoi 1541 m s.l.m. è la cima più alta della catena costiera."

## Società

### Evoluzione demografica
Abitanti censiti

Belmonte ha avuto un'evoluzione demografica molto massiccia tra Settecento ed Ottocento, tanto che per un periodo relativamente lungo la vicina, e molto più popolosa, cittadina di Amantea, contò meno abitanti di Belmonte stessa. Anche nel corso dell'Ottocento e agli inizi del Novecento, nonostante alcune epidemie verificatesi, come l'influenza spagnola del 1918, che uccise quarantotto belmontesi, la crescita demografica fu netta. Non incise sostanzialmente negativamente neanche l'emigrazione verso l'America e l'Europa del Nord, che pure era un fenomeno che si verificava anche a Belmonte e nelle sue campagne. Da più decenni si assiste ad un fenomeno generale di regresso della popolazione, che è diminuita secondo i dati ISTAT in maniera impressionante, riducendosi di circa mille unità solo nel quadriennio 2003-2008.

### Etnie e minoranze straniere
Al 31 dicembre 2007 risultavano residenti nel territorio comunale 34 cittadini stranieri

### Lingue e dialetti
Accanto alla lingua italiana, a Belmonte è nel suo territorio è parlato il dialetto belmontese, facente parte dei dialetti calabresi influenzati in parte dal napoletano e dal siciliano.

### Religione

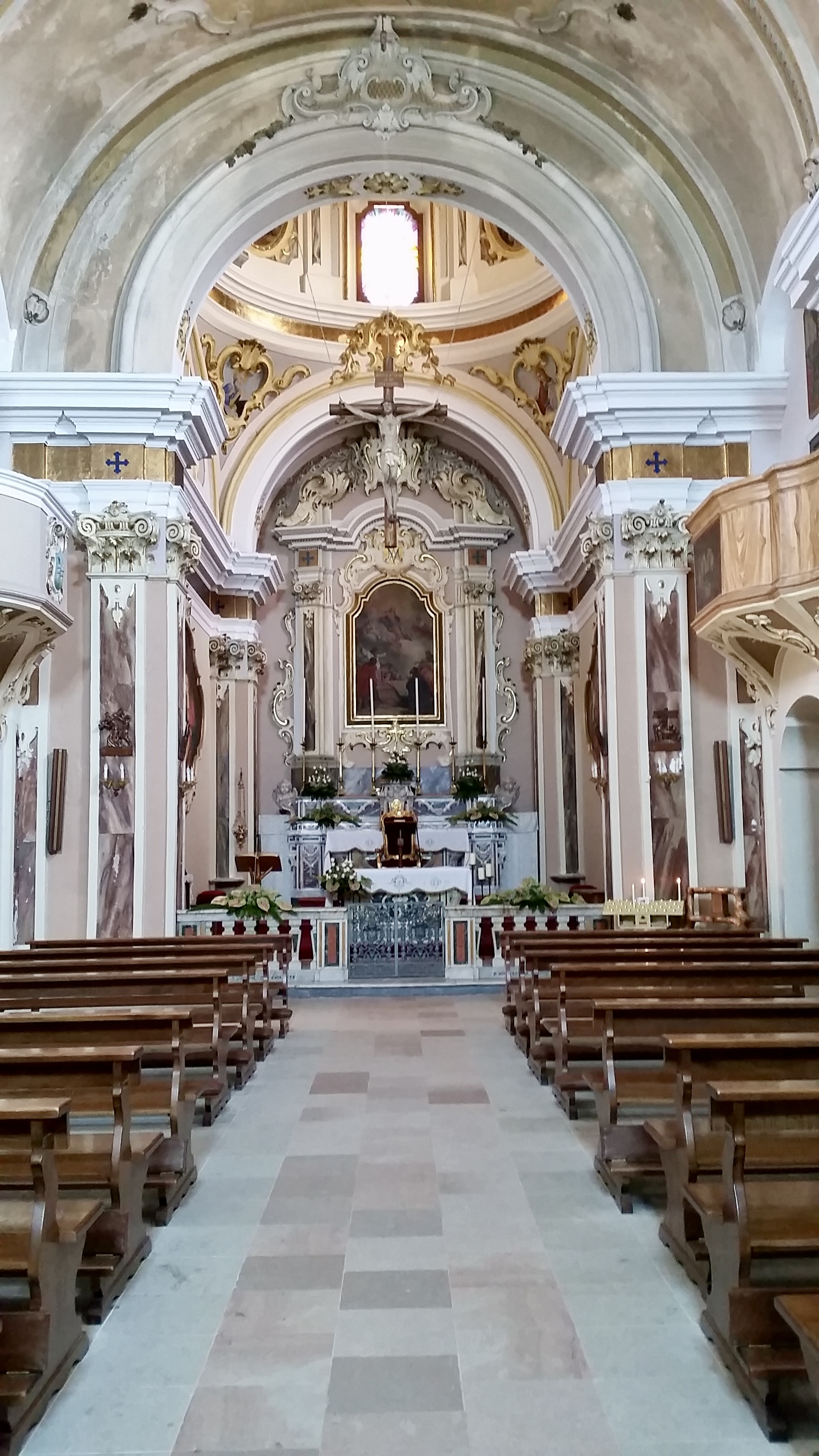
L'interno della Chiesa Madre (agosto 2015).

Belmonte Calabro è inclusa nell'Arcidiocesi di Cosenza-Bisignano, e sotto-raggruppata nella Forania Marina. Tutto il territorio comunale è incluso in un'unica parrocchia, quella della Collegiata di Santa Maria Assunta. La sua estensione è di 23,89 km² e la sua popolazione di circa 2 000 anime.
A partire dal XVII secolo e fino a 1807, erano presenti a Belmonte due istituti religiosi maschili, il Convento dei Padri Carmelitani, che assolveva anche all'istruzione dei ragazzi, e quello dei Padri Cappuccini. In precedenza, altre comunità monastiche risulta avessero monasteri in alcune chiese rurali, ma questi insediamenti monastici gradualmente scomparirono. Numerose erano anche le Confraternite e spesso ingenti i patrimoni della Chiesa cattolica, in parte ceduti con l'istituzione della Giunta di Cassa Sacra nel 1784 e con l'abolizione degli ordini religiosi nel 1806 da parte di Gioacchino Murat.

## Cultura

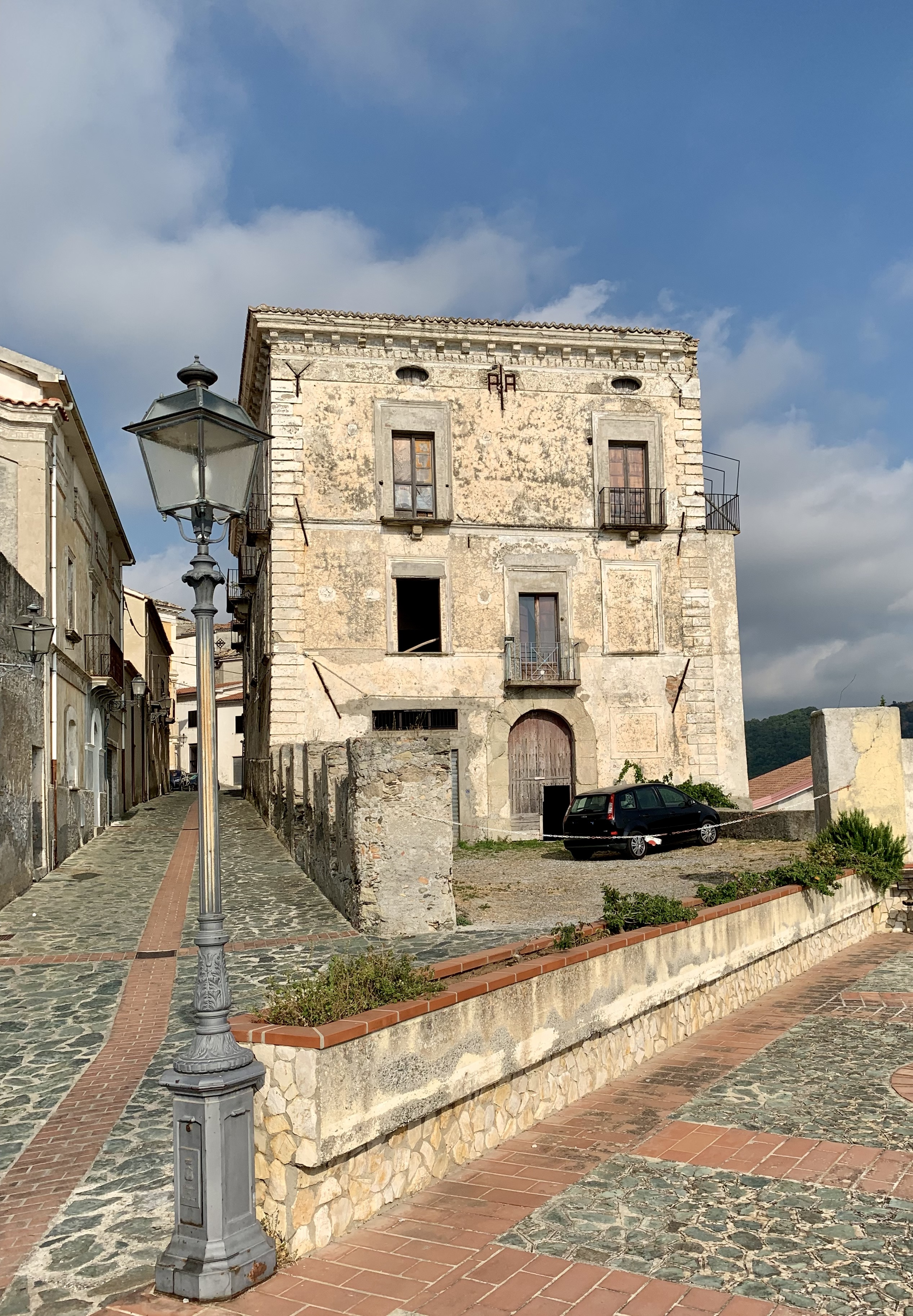
Palazzo Ravaschieri (agosto 2019).

### Istruzione

#### Biblioteche
Nel 2002, dopo il completamento dei restauri ai locali del Castello, è stata inaugurata in alcune sale del complesso la Biblioteca Comunale "Galeazzo di Tarsia", piccola biblioteca dotata di pubblicazioni enciclopediche e di carattere locale.

#### Scuole
Garantire l'istruzione pubblica obbligatoria e renderla accessibile a tutti è stata una grande battaglia combattuta in tutte le zone rurali del Sud Italia, ed anche nelle numerose località montane di Belmonte. Negli anni cinquanta del XX secolo, in molte località era presente una scuola elementare gestita da una maestra. Con il progressivo spopolamento delle campagne, queste scuole rurali sono state chiuse e l'istruzione primaria è concentrata in due plessi efficienti, uno localizzato nella Marina di Belmonte, e uno presso il centro storico. La direzione didattica di Belmonte è la stessa che gestisce anche le scuole primarie di Longobardi e Fiumefreddo Bruzio.
Non esistono scuole secondarie di secondo grado nel territorio comunale.

#### Musei
Con il completamento dei restauri ai locali ricavati nell'area del Castello nel 2002, in quattro sale al piano terra è stato inaugurato Il Museo della Civiltà Contadina, che raccoglie interessanti reperti di un passato agreste alla fine non così remoto, vestiti tipici, strumenti da lavoro e tavole riepilogative sul territorio belmontese. All'interno di una sala del Museo, è possibile vedere attraverso un apposito pavimento in vetro trasparente una delle antiche cisterne annesse al Castello.

### Cucina
- Pomodoro di Belmonte: particolare per le sue enormi dimensioni;
- Capocollo di Calabria e Soppressata di Calabria: prodotti di origine suina che caratterizzano un po' l'intera regione;
- Gammune di Belmonte: simile al culatello;[24]
- Fichi secchi del Tirreno Cosentino: la prima ditta a produrli è sorta nel 1910 a Belmonte, e da allora sono una specialità culinaria della gastronomia regionale.

### Eventi
- Premio Letterario Galeazzo di Tarsia.[senza fonte]

## Geografia antropica

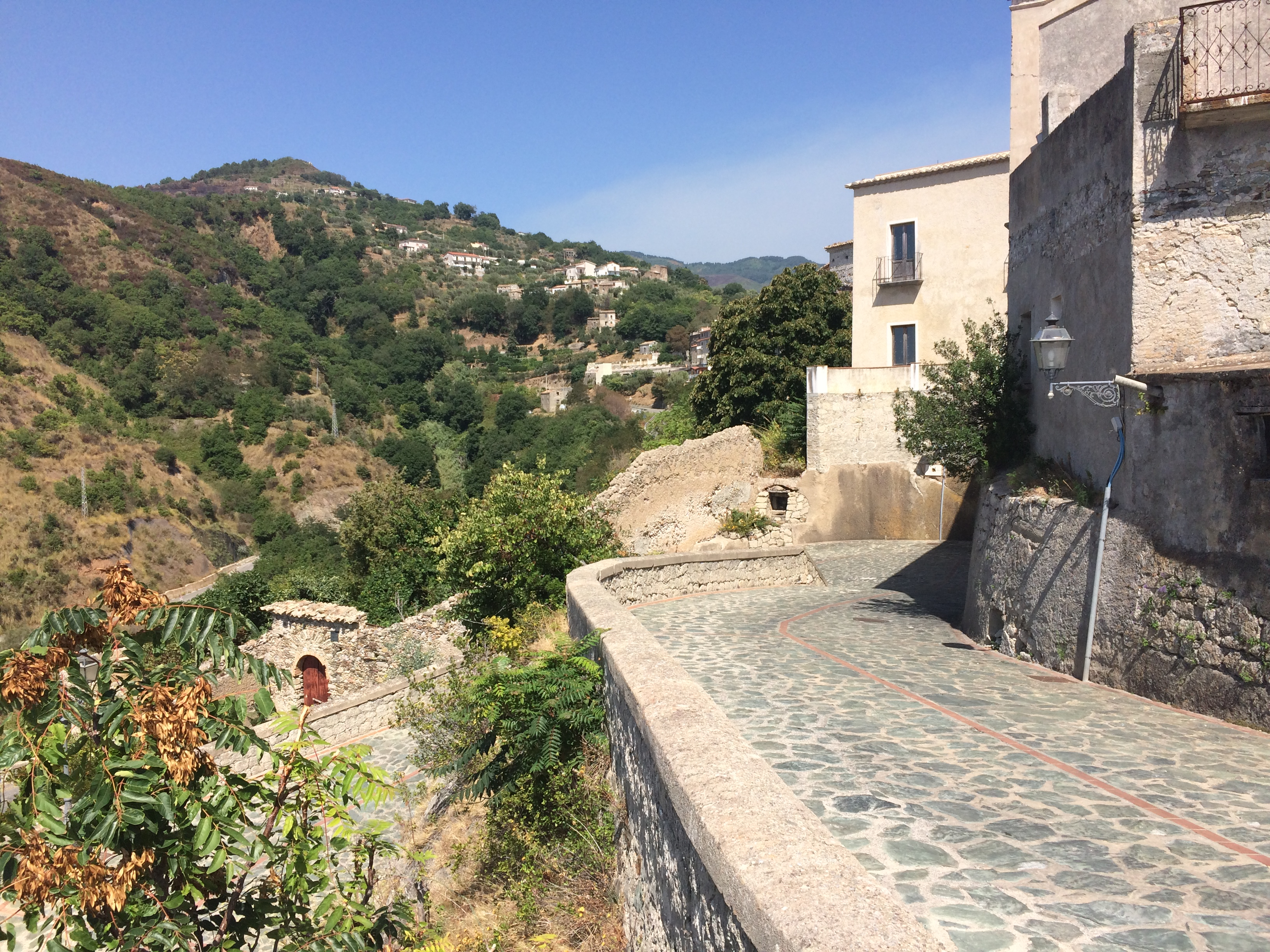
Via della Porta di Mare, uno degli accessi al centro storico (agosto 2015).

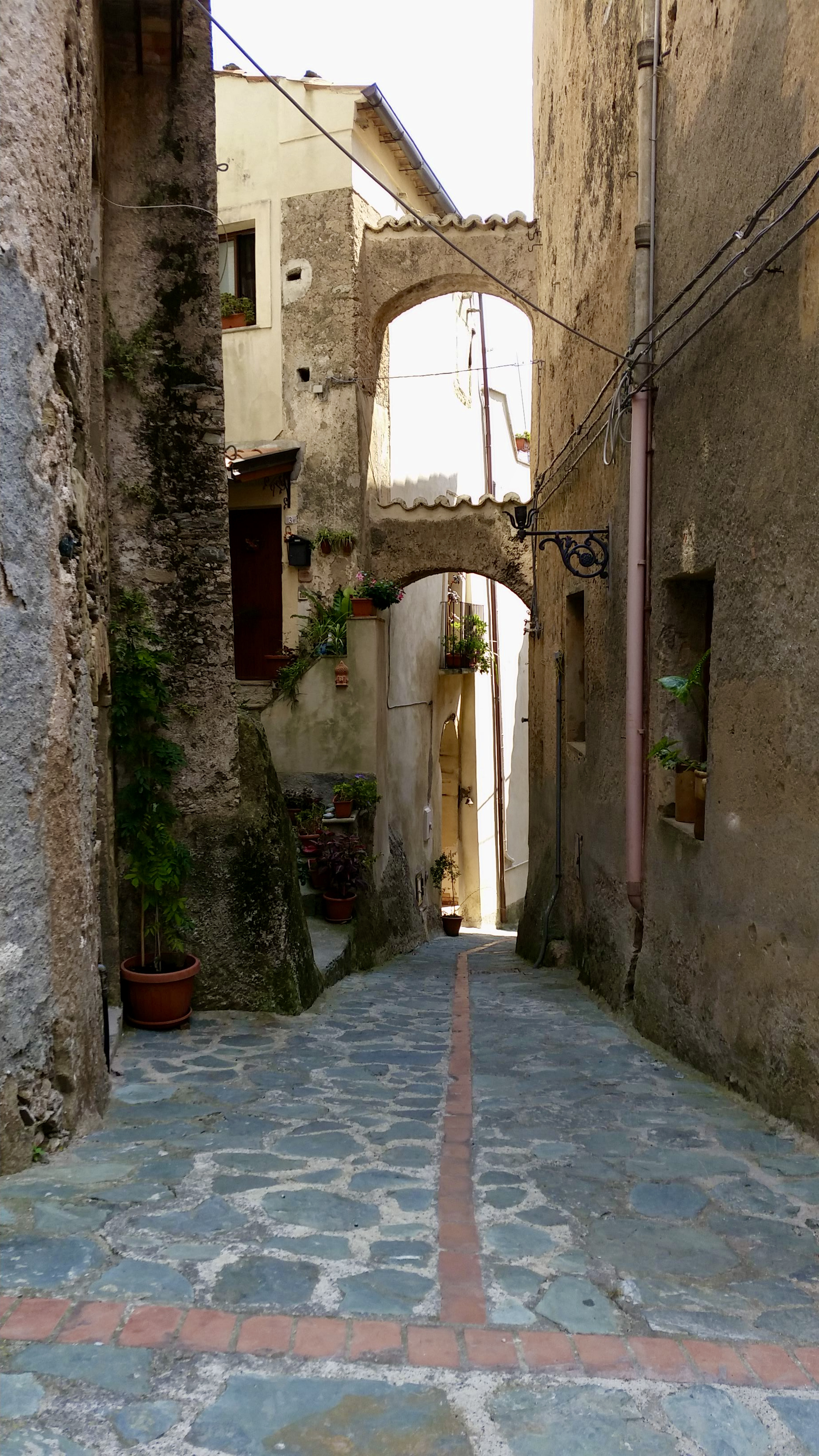
Uno scorcio del centro storico di Belmonte (agosto 2015).

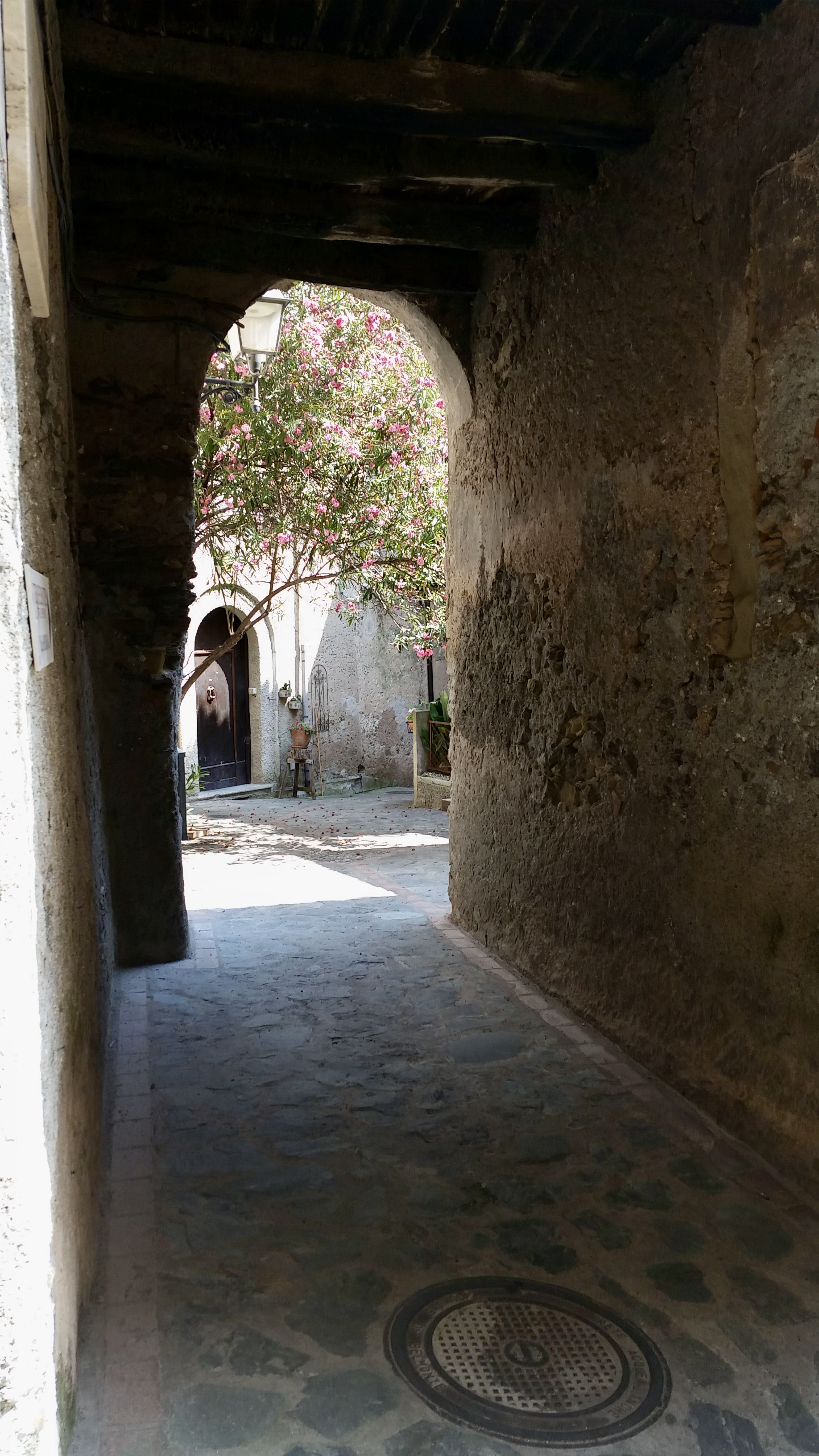
Un altro scorcio di una piazzetta del centro Storico (agosto 2015).

### Urbanistica
Il castello venne fondato tra il 1270 ed il 1271 sulla sommità dell'altura dell'attuale centro storico, in posizione dominante sulla pianura costiera ma anche sulla vallata interna del fiume Verre e sulla via interna per Lago. L'abitato iniziò a sorgere in seguito, sicuramente dopo il censimento angioino del 1276, come appendice del castello
Il centro del nascente borgo era, si suppone, l'attuale zona denominata 'u Burgiu, gravitante attorno all'antica chiesa del Purgatorio, primo luogo di culto del paese, e all'antica via d'accesso che passava sotto la torre di Bastia. Questo primo abitato era situato un po' più a valle della fortificazione, raggiungibile attraverso l'attuale via IV Novembre.
Fu proprio quella la linea di sviluppo successiva dell'abitato, che alla fine del XVIII secolo coprì l'intera superficie edificabile dell'altura. Gli edifici più importanti, dalla collegiata di Santa Maria Assunta al palazzo Baronale, passando per Palazzo Pignatelli, palazzo Barone-Del Giudice e palazzo Ravaschieri della Torre, vennero edificati lungo la direttrice di via IV Novembre, anche se molte residenze importanti anche dal punto di vista architettonico sono dislocate nei punto più interni della rete urbanistica, che seguì uno sviluppo che ricorda da vicino le città vecchie del mondo islamico.
Nel 1562 venne fondato il convento del Carmine, fuori dalle mura paesane circa mezzo chilometro, e nel 1611 iniziò la fondazione del convento dei Cappuccini, distante circa un chilometro dal paese, seguito nel 1622 dalla più vicina chiesa dell'Immacolata Concezione, prossima ad un frequentato fontanile. Questi edifici religiosi vennero costruiti lungo la strada che conduceva alla frazione Annunziata e alle altre località sparse del territorio, oltre che a Lago.
Nel corso del XIX secolo l'espansione urbana coprì l'area gravitante attorno all'attuale piazza John Fitzgerald Kennedy, tra le mura del castello, bombardato durante l'assedio di Belmonte del 1806 dai francesi e definitivamente distrutto dal terremoto del 1908, e la chiesa dell'Immacolata Concezione. Durante il XX secolo, a partire dagli anni sessanta, si sono iniziate a moltiplicare le costruzioni tra la località Serra e il convento dei Cappuccini. Inoltre, l'espansione urbana ha riguardato molto di più la località Marina di Belmonte, favorita dalla strada statale 18 Tirrena Inferiore e dalla ferrovia Tirrenica Meridionale.

### Suddivisioni storiche
Il centro storico di Belmonte, uno dei più vasti della zona, pur se in gran parte abbandonato, è storicamente suddiviso in tre zone:
- 'U Burgu; corrispondente alla parte presumibilmente più antica del paese, nell'area attorno alla chiesa del Purgatorio e a piazza Eugenio Del Giudice: vi sorgono Palazzo Ravaschieri della Torre e Palazzo Barone-Del Giudice con i relativi giardini.
- 'U Mancu; corrispondente alla parte sinistra: mancu in dialetto belmontese significa "sinistro" dell'abitato, con affaccio verso il Vallone della Porta. Vi sorgono varie case appartenute a importanti famiglie belmontesi e Palazzo Pignatelli: il "confine" con  'u Diestru è grossomodo sancito dall'attuale via IV Novembre.
- 'U Diestru; corrispondente alla parte destra (diestru in dialetto belmontese significa "destro") dell'abitato, si affaccia sulla vallata del fiume Verre: probabilmente la parte anticamente più popolosa del borgo, vi sorgono alcune residenze appartenute a famiglie importanti.

### Località

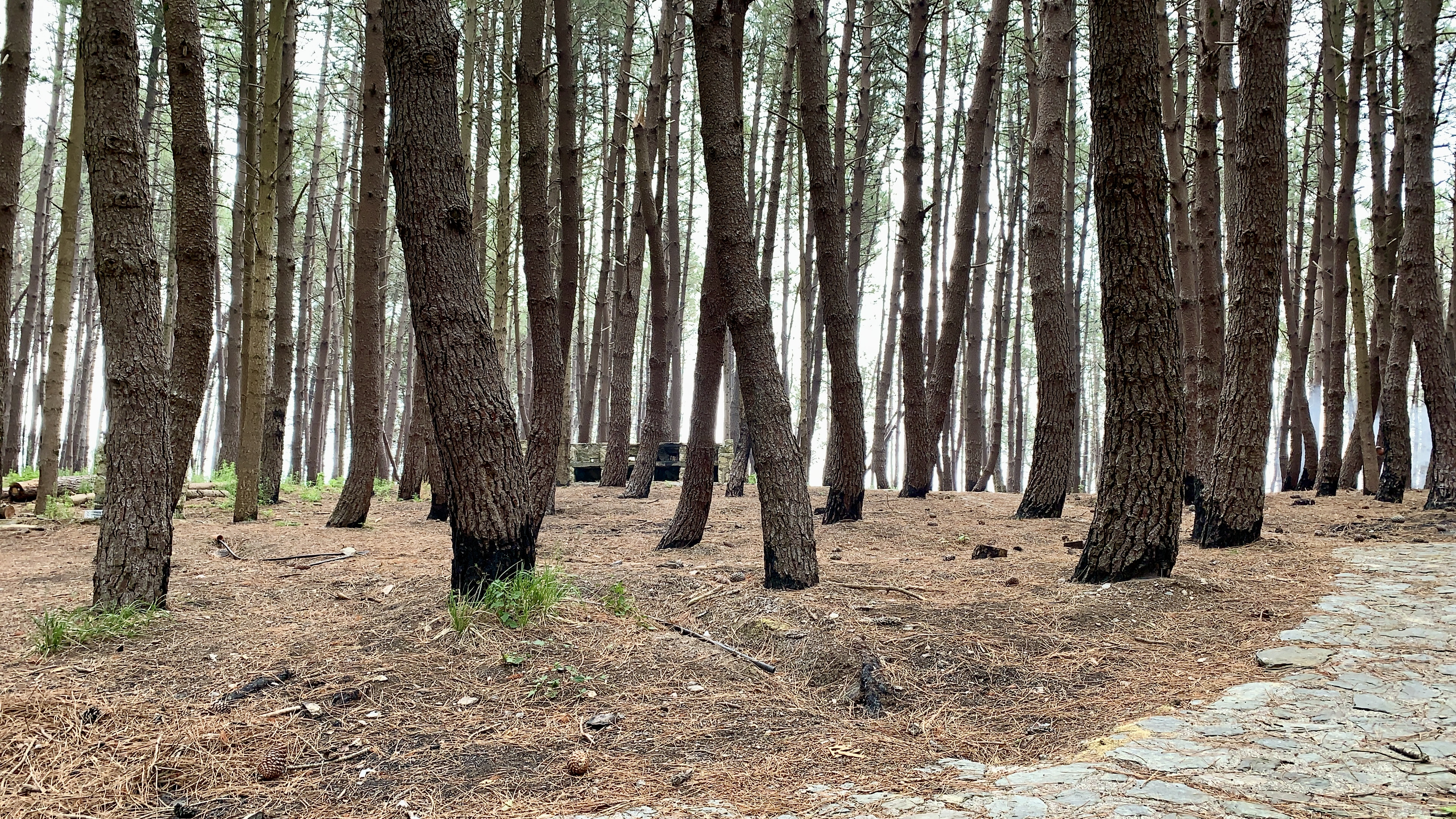
La Pineta Casilini, in località Petrone, nell'agosto 2019, prima del devastante incendio che ha compromesso parte dell'area boschiva.

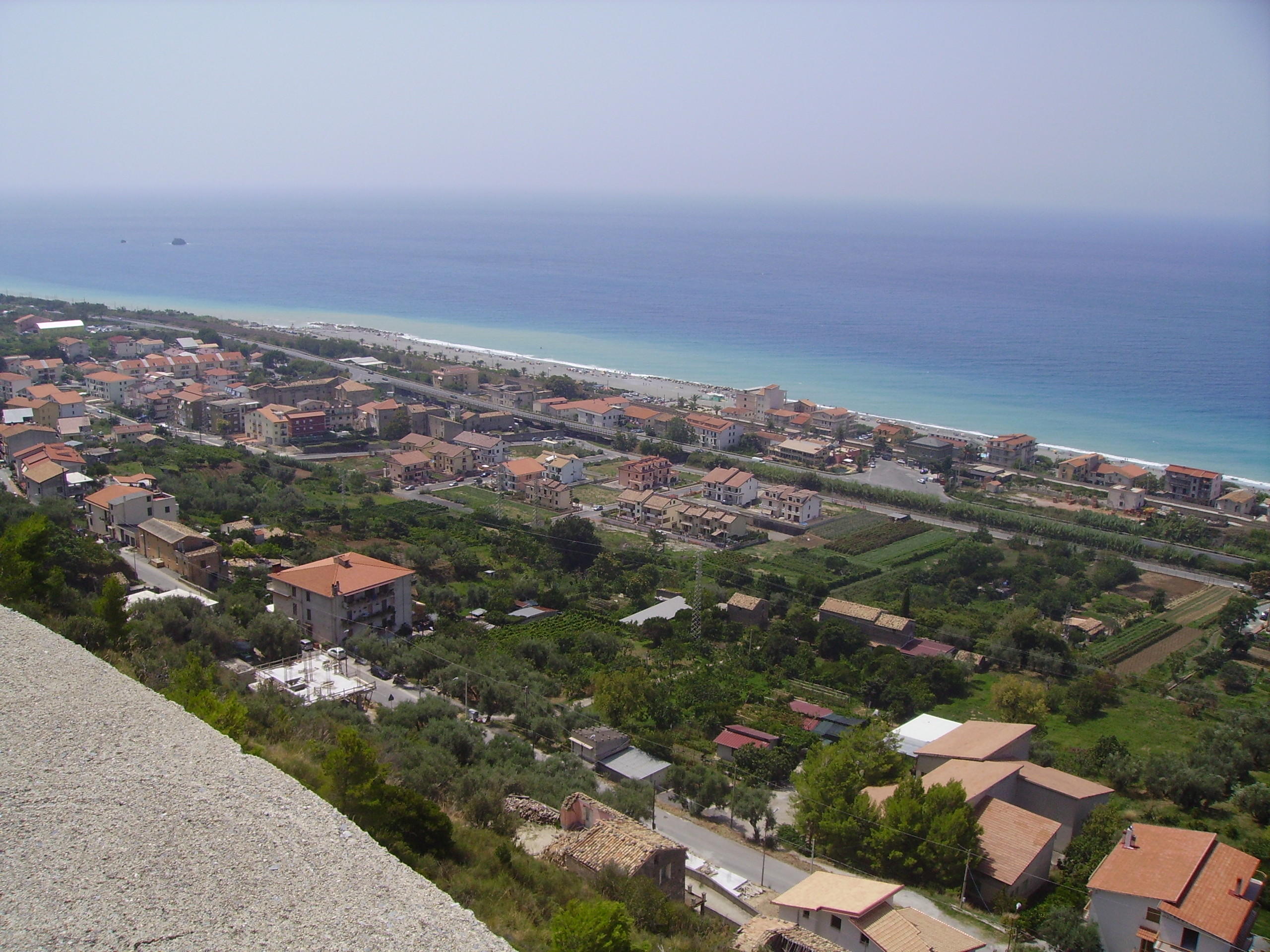
Marina di Belmonte (estate 2007).

Il comune di Belmonte ha numerose località abitate dislocate nei 2 300 ettari di territorio, in buona parte montagnoso. Tutte queste località sono ormai sostanzialmente isolate e in buona parte disabitate, e collocate in zone montuose, eccezion fatta per la vitale Marina di Belmonte. Almeno una delle località di Belmonte, Santa Barbara, esiste da prima della fondazione di Belmonte stessa.
Acquicella; situata al confine con il comune di Amantea lungo l'antico tracciato della Strada statale 18 Tirrena Inferiore, solo una parte di questa località ricade in territorio belmontese, ed esattamente la parte posta sulla sinistra del fiume Verre.
Annunziata; situata a nord del centro storico, è una località piuttosto antica ed importante di Belmonte, situata nell'area probabilmente dell'antico casale di Tinga. Abitata già dal tempo della colonizzazione greca, la chiesa dell'Annunziata è forse uno dei luoghi di culto cristiani più antichi della zona. Posta ad un'altitudine 384 m s.l.m., conta circa 141 abitanti.
Bastia.
Buda; situata a 377 m s.l.m. sulla sommità di un'altura panoramica sul mar Tirreno, presso l'antico tracciato della Strada Statale 18 Tirrena Inferiore per Longobardi, conta circa 67 abitanti.
Marina di Belmonte; situata sulla costa del mar Tirreno, lungo le direttrici della Strada Statale 18 Tirrena Inferiore e della Ferrovia Tirrenica Meridionale, è il centro più vitale del comune anche se il più recente. Vi sorgono il seicentesco Palazzo del Rivellino, la sede Riserva Marina Naturale WWF Scogli di Isca e la chiesa di San Pasquale di Baylon. Posta ad un'altitudine di 10 m s.l.m., conta circa 690 abitanti.
Palombelli.
Petrone.
Regastili.
Salice.
Santa Barbara; situata nell'entroterra, è uno dei due casali precedenti la fondazione del castello di Belmonte stesso. Anticamente suddivisa in due zone, San Pietro e Santa Barbara, è un centro abitato di 235 abitanti circa posto a 300 m s.l.m..
Spineto.
Vadi; situato su un colle a oriente del centro storico di Belmonte, fronteggia quest'ultimo. Collocato in prossimità del valico della strada per Lago, conta circa 395 abitanti ed è a 425 m s.l.m..

## Economia
L'economia si basa essenzialmente sulle attività turistiche.

## Infrastrutture e trasporti

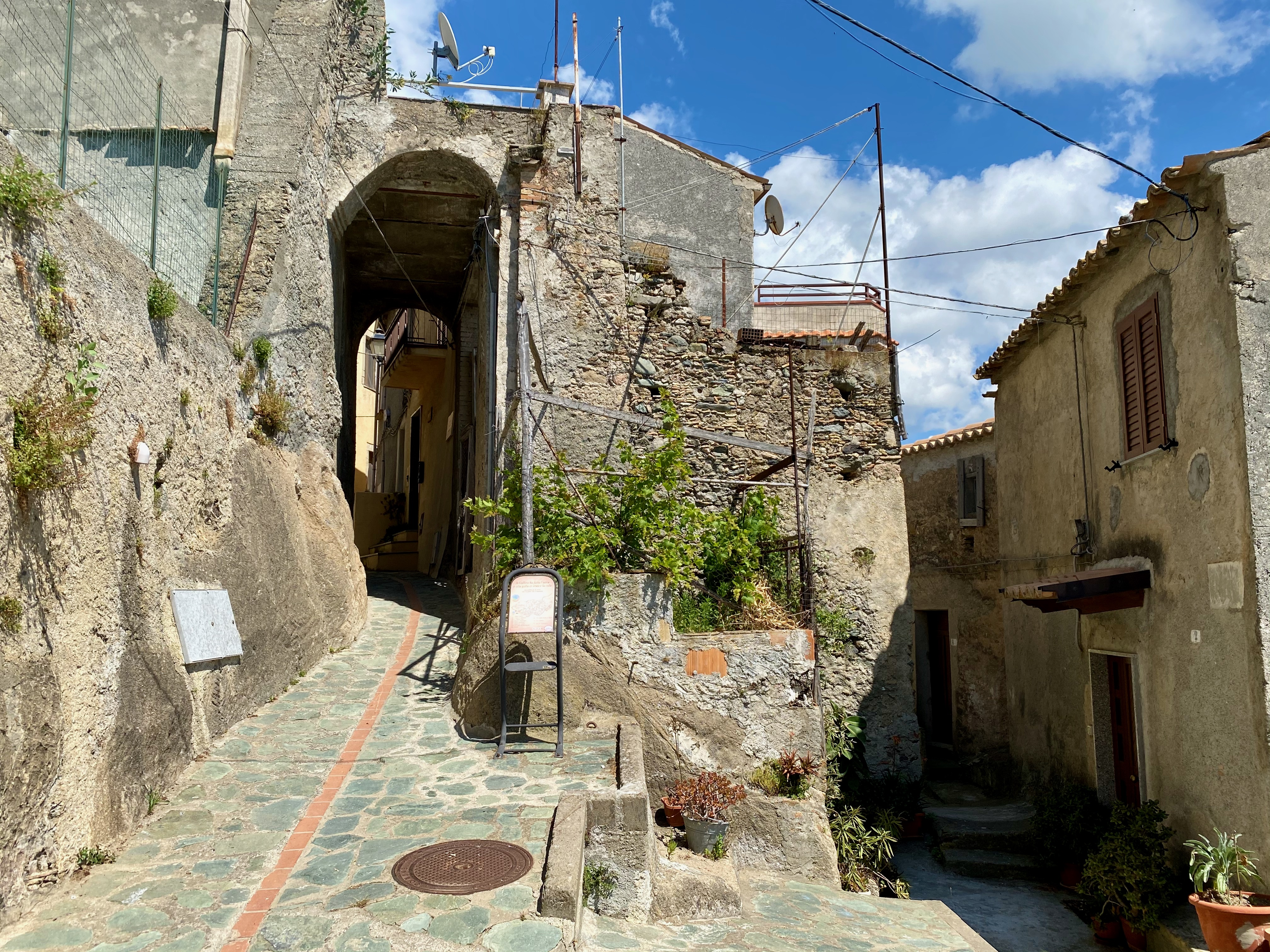
La vecchia Porta di Mare.

### Strade
L'unica strada statale che attraversa il territorio belmontese è la strada statale 18 Tirrena Inferiore. La strada moderna è un'opera recente che attraversa la pianura prossima al mare, attraversando la località Marina di Belmonte correndo parallelamente alla ferrovia Tirrenica Meridionale. L'antico tracciato invece, ricalcando la Via Consolare Salerno-Reggio Calabria aperta dai Borbone, costeggia i fianchi delle montagne a mezza costa, ed è una strada provinciale.

### Ferrovie
L'unica linea ferroviaria che attraversa il territorio belmontese è la ferrovia Tirrenica Meridionale. Questa è una delle linee ferroviarie più importanti in Europa, poiché su di essa scorre la quasi totalità del traffico ferroviario tra il Sud e il Nord Italia. È stata edificata tra il 1885 ed il 1895 dalla Società per le Strade Ferrate del Mediterraneo.

### Porti
Sulla spiaggia di Belmonte da vari secoli attraccano comodamente imbarcazioni di piccola dimensione e feluche, riposte fino alla fine del XVIII secolo nel palazzo del Rivellino in località Marina di Belmonte. I porti turistici più grandi di riferimento restano tuttavia quello di Amantea, in località Campora San Giovanni, e Cetraro.

## Amministrazione
Di seguito l'elenco dei sindaci di Belmonte dal 1988, presente nell'Anagrafe degli Amministratori Locali del Ministero dell'Interno:
| Periodo    | Periodo    | Primo cittadino         | Partito                           | Carica                    | Note                               |
| ---------- | ---------- | ----------------------- | --------------------------------- | ------------------------- | ---------------------------------- |
| 25/06/1988 | 06/12/1990 | Dott. Francesco Bruno   | PSI                               | Sindaco                   | Sospensione del Consiglio comunale |
| 06/12/1990 | 01/06/1991 | Dott. Osvaldo Caccuri   |                                   | Commissario prefettizio   |                                    |
| 01/06/1991 | 10/06/1996 | Dott. Michele Scialis   | DC                                | Sindaco                   | Scadenza naturale del mandato      |
| 10/06/1996 | 17/04/2000 | Dott. Francesco Bruno   | Liste civiche                     | Sindaco                   | Scadenza naturale del mandato      |
| 17/04/2000 | 14/05/2001 | Dott.ssa Emanuela Greco |                                   | Commissario straordinario |                                    |
| 14/05/2001 | 30/05/2006 | Dott. Francesco Bruno   | Lista civica                      | Sindaco                   | Scadenza naturale del mandato      |
| 30/05/2006 | 16/05/2011 | Ing. Luigi Provenzano   | Lista civica "Primavera"          | Sindaco                   | Scadenza naturale del mandato      |
| 16/05/2011 | 07/06/2016 | Dott. Francesco Bruno   | Lista civica "Belmonte nel cuore" | Sindaco                   | Scadenza naturale del mandato      |
| 07/06/2016 | 05/10/2021 | Dott. Francesco Bruno   | Lista civica "Impegno continuo"   | Sindaco                   | Scadenza naturale del mandato      |
| 05/10/2021 | in carica  | Ing. Roberto Veltri     | Lista civica "Impegno comune"     | Sindaco                   | in carica                          |

Di seguito l'elenco dei sindaci di Belmonte dal 1562 al 1900 ricostruito da Gabriele Turchi nella "Storia di Belmonte" (II ed. Cosenza 2004, p. 245):
| Periodo | Periodo | Primo cittadino                      | Partito | Carica  | Note |
| ------- | ------- | ------------------------------------ | ------- | ------- | ---- |
| 1562    |         | Renaldo Bessareo                     |         | Sindaco |      |
| 1580    |         | Basilio Policicchio                  |         | Sindaco |      |
| 1619    |         | Fulvio De Francisco (o De Francesco) |         | Sindaco |      |
| 1650    |         | Flaminio Bossio                      |         | Sindaco |      |
| 1655    |         | Francesco Perna                      |         | Sindaco |      |
| 1679    |         | Antonio Abbate                       |         | Sindaco |      |
| 1737    |         | Daniele Bossio                       |         | Sindaco |      |
| 1744    |         | Pietro Perna                         |         | Sindaco |      |
| 1747    |         | Carmine Carelli                      |         | Sindaco |      |
| 1760    |         | Francesco Bessareo                   |         | Sindaco |      |
| 1774    |         | Eugenio Del Giudice                  |         | Sindaco |      |
| 1793    |         | Domenico Barone                      |         | Sindaco |      |
| 1799    |         | Carlo Conforti                       |         | Sindaco |      |
| 1805    |         | Bonaventura Bessareo                 |         | Sindaco |      |
| 1809    |         | Bonaventura Del Giudice              |         | Sindaco |      |
| 1810    |         | Giuseppe Rizzi-Garofalo              |         | Sindaco |      |
| 1811    |         | Francesco Veltri                     |         | Sindaco |      |
| 1815    |         | Dott. Andrea Veltri                  |         | Sindaco |      |
| 1818    |         | Dott. Lattanzio Barone               |         | Sindaco |      |
| 1823    |         | Francesco Antonio Porto              |         | Sindaco |      |
| 1826    |         | Saverio Liguori                      |         | Sindaco |      |
| 1830    |         | Francesco Antonio Porto              |         | Sindaco |      |
| 1832    |         | Cav. Bonaventura Barone              |         | Sindaco |      |
| 1838    |         | Dott. Andrea Veltri                  |         | Sindaco |      |
| 1841    |         | Filippo Aloisio                      |         | Sindaco |      |
| 1847    |         | Tommaso Del Giudice                  |         | Sindaco |      |
| 1850    |         | Giacomo Del Giudice                  |         | Sindaco |      |
| 1856    |         | Domenico Barone                      |         | Sindaco |      |
| 1859    |         | Angelo Porto                         |         | Sindaco |      |
| 1860    |         | Tommaso Del Giudice                  |         | Sindaco |      |
| 1866    |         | Francesco Barone                     |         | Sindaco |      |
| 1873    |         | Tommaso Del Giudice                  |         | Sindaco |      |
| 1880    |         | Settimio Del Giudice                 |         | Sindaco |      |
| 1900    |         | Bonaventura Del Giudice              |         | Sindaco |      |

## Sport

### Calcio
L'unica società calcistica del territorio belmontese, militante in Seconda Categoria, è l'Inter Boys Belmonte Calabro, squadra affiliata all'A.S. Interlogos Campus Calabria di Spezzano Albanese, una delle scuole estive di Inter Campus facenti capo al Football Club Internazionale Milano.

### Impianti sportivi
- Stadio Comunale (Belmonte Calabro, fiume Veri).